# 食糧庁
食糧庁（しょくりょうちょう、英語: Food Agency）は、かつて存在していた農林水産省の外局で、日本の行政機関のひとつである。主要食糧の需給及び価格の安定並びに主要食糧を主な原料とする飲食料品の安定供給の確保を図ることを任務としていた（農林水産省設置法第25条）が、2003年（平成15年）7月1日に廃止された。現在の農林水産省農産局穀物課に相当する。

## 沿革
- 1949年（昭和24年） -　農林省の外局であった食糧管理局を改組して、食糧庁を設置。
  - 内部部局 ： 総務部、食糧部、食品部
  - 附属機関 ： 食糧研究所、食糧管理講習所、工業食品規格審議会
  - 地方支分部局 ： 食糧事務所
- 1952年（昭和27年） -　物価庁から米価審議会が附属機関として移管。
- 1978年（昭和53年） -　農林省から「農林水産省」に改称。
  - 内部部局 ： 長官官房、管理部、食糧部、食品部
- 2003年（平成15年） - 廃止

### 廃止後
- 2003年（平成15年） -　食糧庁の主要食糧部門は、総合食料局の中に再編（食糧部を設置）。食糧事務所は廃止され、その業務は地方農政事務所が引き継いだ[2][3]。
- 2011年（平成23年） -　総合食料局が廃止されて食料産業局が新設。食糧部が担っていた米麦政策は生産局に設置された農産部の穀物課へ移管。また、米の流通監視業務は食料産業局へ移管[4]。
- 2015年（平成27年） -　政策統括官が新設。水田・畑作農業政策を一元的に担う体制を整備するため、生産局および経営局の関係部署が政策統括官へ再編集約[5]。

## 組織
食糧庁の任務および所掌事務ならびに地方支分部局は、農林水産省設置法第4章第2節で定められていた。以下は2003年（平成15年）6月1日時点での組織構成。

### 幹部
- 食糧庁長官
- 食糧庁次長

### 内部部局
- 総務部
  - 総務課
    - 情報管理室
    - 監査室

  - 企画課
  - 国際課
  - 経理課
- 計画流通部
  - 計画課
    - 生産調整推進室

  - 流通課
  - 消費改善課
    - 品質管理室

  - 加工食品課

### 施設等機関
- 食糧管理講習所

### 地方支分部局
- 食糧事務所[7]
  - 札幌、仙台、東京、新潟、名古屋、大阪、広島、高松、福岡の9食糧事務所

## 歴代の食糧庁長官
| 代 | 氏名         | 在任期間                       | 備考                                                                 |
| -- | ------------ | ------------------------------ | -------------------------------------------------------------------- |
| 1  | 安孫子藤吉   | 1949年6月1日 - 1952年1月8日    | 山形県知事、参議院議員、自治大臣                                     |
| 2  | 東畑四郎     | 1952年1月8日 - 1953年3月26日   |                                                                      |
| 3  | 前谷重夫     | 1953年3月26日 - 1954年12月16日 |                                                                      |
| 4  | 清井正       | 1954年12月16日 - 1956年6月25日 | 農林漁業金融公庫総裁、日本中央競馬会理事長                           |
| 5  | 小倉武一     | 1956年6月25日 - 1958年8月22日  | 政府税調会長                                                         |
| 6  | 渡部伍良     | 1958年8月22日 - 1959年9月1日   |                                                                      |
| 7  | 須賀賢二     | 1959年9月1日 - 1961年7月21日   |                                                                      |
| 8  | 安田善一郎   | 1961年7月21日 - 1962年1月26日  |                                                                      |
| 9  | 大澤融       | 1962年1月26日 - 1963年9月21日  | 日本中央競馬会理事長                                                 |
| 10 | 齋藤誠       | 1963年9月21日 - 1965年6月2日   |                                                                      |
| 11 | 武田誠三     | 1965年6月2日 - 1966年7月29日   |                                                                      |
| 12 | 大口駿一     | 1966年7月29日 - 1968年6月1日   |                                                                      |
| 13 | 檜垣徳太郎   | 1968年6月1日 - 1969年11月1日   | 郵政大臣                                                             |
| 14 | 森本修       | 1969年11月1日 - 1970年8月18日  | 農林中央金庫理事長                                                   |
| 15 | 亀長友義     | 1970年8月18日 - 1972年8月16日  | 参議院議員                                                           |
| 16 | 中野和仁     | 1972年8月16日 - 1974年1月12日  |                                                                      |
| 17 | 三善信二     | 1974年1月12日 - 1975年9月5日   | 参議院議員                                                           |
| 18 | 大河原太一郎 | 1975年9月5日 - 1978年1月14日   | 参議院議員、村山内閣時の農林水産大臣                                 |
| 19 | 澤邊守       | 1978年1月14日 - 1979年7月20日  | 日本中央競馬会理事長                                                 |
| 20 | 松本作衛     | 1979年7月20日 - 1981年         | 農林漁業金融公庫総裁、農業者大学校校長                               |
| 21 | 渡邊五郎     | 1981年 - 1983年7月             |                                                                      |
| 22 | 松浦昭       | 1983年7月 - 1984年7月          | 地方競馬全国協会会長、衆議院議員                                     |
| 23 | 石川弘       | 1984年7月 - 1986年6月10日      | 参議院議員                                                           |
| 24 | 後藤康夫     | 1986年6月10日 - 1988年1月12日  | 農林漁業信用基金理事長、農林漁業金融公庫総裁                         |
| 25 | 甕滋         | 1988年1月12日 - 1989年7月      |                                                                      |
| 26 | 浜口義曠     | 1989年7月 - 1991年8月          | 日本中央競馬会理事長、農林中金総合研究所理事長、日本穀物検定協会会長 |
| 27 | 京谷昭夫     | 1991年8月 - 1992年7月21日      | 日本中央競馬会理事長                                                 |
| 28 | 鶴岡俊彦     | 1992年7月21日 - 1994年2月16日  |                                                                      |
| 29 | 上野博史     | 1994年2月16日 - 1995年7月7日   |                                                                      |
| 30 | 高橋政行     | 1995年7月7日 - 1997年1月8日    | 日本中央競馬会理事長                                                 |
| 31 | 高木勇樹     | 1997年1月8日 - 1998年7月3日    |                                                                      |
| 32 | 堤英隆       | 1998年7月3日 - 1999年7月30日   |                                                                      |
| 33 | 高木賢       | 1999年7月30日 - 2001年1月6日   | 高崎経済大学理事長                                                   |
| 34 | 石原葵       | 2001年1月6日 -                 |                                                                      |

## ごはん食推進委員会
- 1990年代、旧来の和食を推奨すべく『ごはん食推進委員会』を立ち上げ、テレビCMも放映した。特に田原俊彦を起用したCMの「ハラヘリヘリハラ　飯食ったか？」というフレーズや遠藤久美子を起用したCMは有名になった。
- なお2000年に放送されたTOKIO主演のCMを最後に「ごはん食推進委員会」の活動は終了した。